# Lee Hee-jin
Lee Hee-jin (Seúl, 21 de febrero de 1979) es una cantante y actriz surcoreana y integrante del grupo femenino surcoreano Baby V.O.X.

## Carrera
Lee estudió en la Universidad Dong-Ah de Radiodifusión y debutó en el mundo del entretenimiento en 1997 como miembro del popular grupo femenino de K-pop Baby V.O.X.
Después de que Baby V.O.X se disolviese en 2006, decidió perseguir una carrera en la actuación. Luego de un par de obras de teatro y musicales, se unió al elenco del drama It's Okay, Daddy's Girl (2010).
Desde entonces, ha desempeñado personajes de reparto en The Greatest Love (2011), Mi Amante, Madame Butterfly (2012), y Monstar (2013).
En 2011, fue elegida como Mejor actriz revelación en la categoría drama de los 19th Korean Culture and Entertainment Awards.

## Filmografía

### Series de televisión
| Año  | Título                          | Rol                                                            | Red       | Ref.        |
| ---- | ------------------------------- | -------------------------------------------------------------- | --------- | ----------- |
| 2002 | Zoo People                      | Lee Hee-jin                                                    | KBS2      |             |
| 2010 | It's Okay, Daddy's Girl         | Eun Ae-ryung                                                   | SBS       |             |
| 2011 | The Greatest Love               | Jenny                                                          | MBC       |             |
| 2011 | Happy and                       | Hye-won (episodio 1) Seon-mi (episodio 5) Hee-joo (episodio 9) | Channel A |             |
| 2012 | Big                             | Min-joo (cameo, episodio 1)                                    | KBS2      |             |
| 2012 | God of War                      | Nan-yi, concubina asesinada por Choe Hang (cameo)              | MBC       |             |
| 2012 | My Lover, Madame Butterfly      | Yeon Ji-yeon                                                   | SBS       |             |
| 2013 | Horse Doctor                    | Woohee (cameo)                                                 | MBC       |             |
| 2013 | Monstar                         | Dokko Soon                                                     | Mnet      |             |
| 2013 | Special Affairs Team TEN 2      | Song Hwa-young (invitada, episodio 8)                          | OCN       |             |
| 2013 | Medical Top Team                | Yoo Hye-ran                                                    | MBC       |             |
| 2013 | Golden Rainbow                  | Park Hwa-ran                                                   | MBC       |             |
| 2014 | Dr. Frost                       | Yoo Anna/Sung-hye                                              | OCN       |             |
| 2015 | Riders: Catch Tomorrow          | Oh Jung-In                                                     | E Channel |             |
| 2017 | The Lady in Dignity             | Kim Hyo-joo                                                    | JTBC      |             |
| 2018 | La última emperatriz            | Princesa So-jin                                                | SBS       | [ 5 ]       |
| 2023 | Nam-soon, una chica superfuerte | Subdirectora Baek                                              | JTBC      | [ 6 ] [ 7 ] |

### Cine
| Año  | Título                       | Papel                                |
| ---- | ---------------------------- | ------------------------------------ |
| 2002 | Emergency Act 19             | Ella misma (cameo por Baby V. O. X.) |
| 2015 | Love at the End of the World | Lee Mi-yoon                          |

### Espectáculo de variedades
| Año  | Título                                       | Red       |
| ---- | -------------------------------------------- | --------- |
| 2012 | Choi Hyun-woo and Noh Hong-chul's Magic Hall | TV Chosun |
| 2013 | This is Magic                                | MBC       |
| 2019 | Knowing Bros                                 | JTBC      |

## Teatro
| Año  | Título               | Rol |
| ---- | -------------------- | --- |
| 2003 | Funky Funky          |     |
| 2008 | Singin' in the Rain  |     |
| 2009 | Monkey               |     |
| 2010 | Crash Course in Love |     |
| 2010 | Aeja                 |     |